# Alfred Noyes

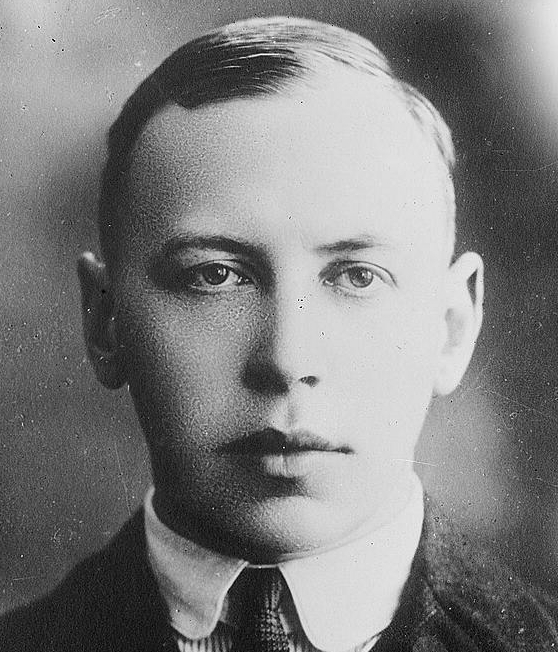
Alfred Noyes.

Alfred Noyes (* 16. September 1880 in Wolverhampton, England; † 28. Juni 1958 auf der Isle of Wight) war ein britischer Dichter, bekannt für seine Balladen The Highwayman (1906) und The Barrel Organ.

## Leben
Alfred Noyes wurde als Sohn von Alfred und Amelia Adams Noyes in Wolverhampton geboren. Er besuchte das Exeter College, Oxford, jedoch ohne dort einen Abschluss zu machen.
Im Alter von 21 Jahren veröffentlichte er seine erste Gedichtsammlung, The Loom Years. Von 1903 bis 1908 folgten fünf weitere Gedichtbände, darunter The Forest of Wild Thyme sowie The Flower of Old Japan and Other Poems.
Im Jahre 1907 heiratete er Garnett Daniels. Von 1914 bis 1923 unterrichtete er Englische Literatur an der Princeton University. Nach dem Tod seiner Frau konvertierte Noyes 1926 zur römisch-katholischen Kirche. Diesen Konfessionswechsel behandelte Noyes auch in seinem 1934 veröffentlichten Buch The Unknown God. Später heiratete er Mary Angela Mayne Weld-Blundell, Tochter einer alten, die anglikanische Kirche ablehnenden Familie. Gemeinsam hatten sie drei Kinder: Henry, Veronica und Magaret.
Aufgrund mit zunehmendem Alter fortschreitender Blindheit war Noyes gezwungen, seine Werke zu diktieren. Im Jahr 1953 wurde seine Autobiographie Two Worlds for Memory herausgegeben.
Noyes starb im Alter von 77 und wurde auf der Isle of Wight beerdigt. Sein Lebenswerk umfasst etwa 60 Bücher, darunter Gedichtbände, Novellen und Kurzgeschichten. Noyes' Gedichte verehren Patriotismus und Kriegsheldentum, reflektieren seine Wertschätzung der Natur, seinen Respekt für wissenschaftliche Forschung und seinen Glauben an Gott.
Seine Ballade The Highwayman wurde zuerst von dem amerikanischen Liedermacher Phil Ochs vertont und auf dessen 1965 erschienenem Album I Ain’t Marching Anymore veröffentlicht. Kommerziell erfolgreicher wurde diese Ballade später von der Kanadierin Loreena McKennitt auf deren 1997er Album The Book Of Secrets neuvertont. Die Vertonung Loreena McKennitts wurde ebenfalls von dem irischen Sänger Andy Irvine auf der CD Way out Yonder aufgenommen. Außerdem diente das Stück als Vorlage für den Film Der nächtliche Reiter.